# Ötzi
Ötzi ili Ledeni čovjek, koji je živio prije oko 5300 godina, pronađen je u rujnu 1991. kada je dvoje alpinista u blizini Similaunskog ledenjaka u Ötztalskim Alpama, u južnom Tirolu na granici Austrije i Italije, otkrilo njegovo mrtvo tijelo na visini od 3200 m. U početku se pretpostavljalo da je riječ o unesrećenom alpinistu, ali je poslije utvrđeno da je posrijedi arheološki nalaz. Četiri dana nakon pronalaska, Austrijanci su pronađeno tijelo premjestili na Sveučilište u Innsbrucku. Tamo dobiva popularni nadimak Ötzi ili Ledeni čovjek. Njegova je bakrena sjekira, prva sjekira kojoj je sačuvana i drvena drška, a isto vrijedi i za nož s kamenom oštricom, uz koji su otkrivene i korice ispletene od bilja, u koji se spremao kad nije korišten.
Kasnije je utvrđeno da je ležao 90 metara unutar Italije, pa je 1998. prenesen u muzej u Bolzano. Ötzi je prvi prapovijesni čovjek nađen u ledu s očuvanom svakodnevnom odjećom i obućom. Dobiveno je 16 radiokarbonski utvrđenih datuma s uzoraka tijela (datiranje ugljikom-14), artefakata i obuće koji uglavnom variraju između 3365. – 2940. pr. Kr. Znanstvenici su tvrdili da ga je ubila iscrpljenost na velikoj hladnoći, te da ga je najvjerojatnije zadesila gusta magla ili snježna mećava, ali kasnije je ta teorija odbačena. Odmah nakon smrti tijelo je isušio topli jesenski vjetar prije nego što ga je prekrio led. Tijelo je tako ostalo zatvoreno u ledu preko 5300 godina sve dok oluja iz Sahare nije sa sobom donijela prašinu koja je prekrila površinu leda i apsorbirala Sunčevo svijetlo, te se led naglo počeo topiti.

## Znanstveno proučavanje Ötzija, Ledenog čovjeka
Ötzi je bio visok oko 165 cm, bio je tamnije puti, a kada je umro imao je oko 45 godina. Analizom DNK potvrdila se povezanost s narodima sjeverne Europe. Tijelo sada teži 54 kg. Zubi su mu jako istrošeni, što ukazuje na to da je za života jeo jako žilavu hranu ili je često upotrebljavao zube kao alat (npr. pri izradi užadi). Pronađen je ćelav, ali su mu na odjeći nađene stotine tamno smeđih vlasi dugih 90 mm. Najvjerojatnije je imao bradu.
Na lijevom uhu uočeno je udubljenje, po kojem je vidljivo da je u uhu nosio ukras. Skeniranje tijela pokazalo je da su mozak, mišićno tkivo, pluća, srce, jetra i probavni organi izvanredno sačuvani, iako su mu pluća pocrnila od dima zbog čestog izlaganja otvorenim vatrištima. Izotopski sastav vlasišta pokazuje da je zadnjih mjeseci života bio vegetarijanac, makar su mu u debelom crijevu pronađeni tragovi mesa. Zadnji obrok sastojao se od kozoroga, pšenice i grožđica ili šljiva. Na lokalitetu su naknadno pronađena i dva komadića kosti kozoroga i jedna divlja šljiva. 
Ustanovljeno je da na tijelu ima nizove tetovaža koje su najvjerojatnije služile u terapeutske svrhe, jer se identično terapeutsko tetoviranje još i danas prakticira u Africi i Indiji. Takvo tetoviranje uvelike pomaže pri reumi i artritisu. Tetovirao se tako da je kožu zarezivao ili probadao, te potom u rane utrljao obojenu pastu čiji je sastav u ovom slučaju bio ugljen i, najvjerojatnije, slina. Tetovaže su zbog ugljena dobile plavu boju, a nalaze se na leđima, na desnom koljenu, gležnju i stopalu, na listu i peti lijeve noge. Bolovao je od artritisa i crijevnih parazita.
Znanstveni rad paleoantropologa Johna Hawksa objavljen 2012. sugerira da je Ötzi imao veći stupanj neandertalskog naslijeđa nego moderni Europljani.

## Alat i oružje
Nedaleko od tijela nađen je luk za strijele, naslonjen na kamen u netaknutom stanju. To je najveći predmet nađen uz Ledenog čovjeka i dugačak je čak 1,82 m. Pri vađenju iz leda slomio se na tri dijela. Napravljen je od tisovine kao i većina prapovijesnih lukova, jer je to drvo bilo pogodno za njegovu izradu zbog svoje tvrdoće i elastičnosti. Luk je nedovršen što se vidi po gruboj površini, a osim toga nema vidljivih tragova ureza tetive. Sjekira ima bakrenu oštricu koja je umetnuta u dršku i pričvršćena kožom i brezinom smolom (ljepilo). Na nalazištu su pronađeni i ostaci košare koja se nosila na leđima kao naprtnjača. Tobolac za strijele je napravljen od krzna kozoroga ili jelena, a ustanovljeno je da su velika oštećenja na njemu nastala još za čovjekova života. Od 14 strijela koje su se nalazile u tobolcu samo su dvije dovršene i te dvije su slomljene. Zanimljivo je da je jedna od njih napravljena spajanjem dvaju komada drva, a zna se i to da je jednu napravio dešnjak, a drugu ljevak. Ledeni čovjek je izradio kraću od te dvije, jer je ustanovljeno da je bio dešnjak.
Na nalazištu je pronađeno i pero podrezano na pravokutne komade što upućuje na to da je čovjek imao u planu dovršiti još najmanje dvije strijele. U tobolcu su uz strijele pronađeni: 4 fragmenta jelenjeg roga (mogli su služiti kao rezervni dijelovi za šiljke strijela), šiljak od jelenjeg roga (za popravljanje ribarskih mreža), dvije životinjske tetive zamotane u svežanj i konopac od lika dugačak oko 2 m, koji čini savršenu duljinu za tetivu luka. Nož s koricama držao je pričvršćen za pojas na desnom kuku. Oštrica je od kremena i također je na njoj pronađena krv, ali se ni ovdje ne zna koje vrste. Pronađene su i dvije posude od brezine kore: napravljene su savijanjem oguljene kore s drveta sve dok se krajevi nisu tako preklopili da ih je bilo moguće pričvrstiti likom. Nosile su se pričvršćene za naprtnjaču, a u njima se nalazilo lišće za ogrjev. 
Najzanimljiviji nalaz je sigurno tzv. retušer. Ovdje je riječ o prošupljenom drvenom predmetu u obliku olovke, u koji je umetnut pažljivo obrađeni iverak jelenjeg roga. Upotrebljavao se za izradu i oštrenje kremenih alatki, a velika mu je prednost da se bez problema mogao odmah naoštriti struganjem drva na vrhu, kao pri šiljenju olovke. Taj predmet je jedinstven za nalaze iz mlađeg kamenog doba. Tijekom ispitivanja lokaliteta pronađeni su komadi mreže čija se prava veličina ne može odrediti. Moguće da se radi o ribarskoj mreži, jer u Alpama ima planinskih jezera, ali ta je mreža vjerojatnije služila za lov ptica. Na zapešću je nosio dva kolutića gljive brezine gube kroz koje je provučena uzica. Brezina guba sadrži ljekovite sastojke, pomaže kod probavnih smetnji, a neki sastojci pomažu čak i kod tuberkuloze.
Čovjek je nosio i pojas od teleće kože, koji je bio vrlo dugačak, što znači da se dva puta omotao oko pasa i svezao na trbuhu. Njega su činile dvije kožne trake. Od pojasa je sprijeda napravljena i torbica (poput današnje turističke), jer te dvije trake nisu zašivene na gornjem rubu, kako bi se dobio širok otvor koji se mogao zatvoriti uzicom provučenom kroz prednji dio pojasa. U torbici su nađena dva šila, kremeno strugalo i komadići drvenog fungusa pomoću kojih se dobivala vatra, a nađeni su i sitni kristalni tragovi pirita.

## Odjeća i obuća
Od odjeće i obuće pronađeni su kapa, kaput, nogavice, kožna pregača, plašt od trske i sandale. Kapa je sašivena od dva dijela medvjeđeg krzna, a na donjem rubu su provučene dvije kožne uzice koje su služile kao pojas za bradu. Kaput je imao oblik plašta, a sašiven je od kože domesticirane kože. Pri njegovoj izradi je najvjerojatnije upotrebljeno dimno štavljenje, mogao se nositi s obje strane (kožne i krznene), a sezao je od ramena do koljena. Sačuvana je samo trećina kaputa i ne zna se je li imao rukave. Najvjerojatnije se zatvarao pomoću uzice s prednje strane. Nogavice su se oblačile kao čarape samo što su na gornjim krajevima bile prišivene uzice kojima bi se pričvrstile za pojas. Kožna pregača se nosila tako da bi se progurala ispod pojasa. Plašt od trske nošen je za vrijeme smrti, a mogao je imati više namjena: mogao je služiti kao podloga za spavanje ili pokrivač i bio je vrlo otporan na vlagu. 
Sandale su sašivene od srneće kože i medvjeđeg krzna, unutar njih se nalazila mrežica od užadi koja je držala na mjestu lišće i trave koje su bile ugurane u sandale radi zadržavanja topline. Najveći udarac za arheologe je bio što uz tijelo nije nađena nikakva keramika, koja bi olakšala određivanje kulture kojoj je čovjek pripadao, ali ipak usporedbom s grobovima neolitičkih kultura koje su živjele u tim prostorima zaključeno je da je Ledeni čovjek pripadao kulturi Remedella.

## Uzrok smrti Ledenog čovjeka
Otkad je pronađen 1991., Ledeni čovjek je budio maštu znanstvenika i svjetske javnosti. Tek je 10 godina nakon njegova pronalaska, točnije 2001., ustanovljeno da je ubijen strijelom u leđa. U trenu su se promijenile sve teorije vezane uz njegovu smrt i on se u očima znanstvenika odjednom iz lovca zalutalog na planini pretvorio u plijen. 
Arheolog Johan Reinhard iznio je novu i kontroverznu teoriju kojom objašnjava smrt Ledenog čovjeka kao ritualno ljudsko žrtvovanje. Reinhard je naglasio da su svi osobni predmeti bili pažljivo položeni uz tijelo, a da je stvarno ubijen, ubojice bi mu sigurno uzeli bakrenu sjekiru, predmet od velike vrijednosti u to vrijeme. Pretpostavlja se da je ubijen u proljeće ili ljeto, tako da je moguće da je prvo namjerno zatrpan zemljom i kamenjem koji su prirodno mumificirali tijelo dok se par mjeseci kasnije nije zamrznulo. Stari Kelti su strijelama žrtvovali ljude prije 2000 godina, tako da to oružje nije nepoznato kod ljudskog žrtvovanja. Osim toga strijela i šiljak su izvađeni iz tijela, pa je sigurno da Ledeni čovjek za vrijeme smrti nije bio sam. Njegova iznimna starost za neolitičke standarde (oko 45 godina) i bakrena sjekira nađena uz tijelo zacijelo su znakovi višeg statusa, ali s druge strane ostatci hrane i pero koje upućuje na izradu strijela pokazuju normalni tijek večeri poslije dobrog obroka.
Na Ötzijevoj odjeći i oružju otkriveni su i analizom DNK potvrđeni tragovi čak četiri različite vrste ljudske krvi. Ötzi, dakle, nije putovao sam i sasvim je sigurno bio sudionikom krvavog okršaja, jer su se na jednoj od njegovih strelica zadržali uzorci krvi dvoje različitih ljudi, a na desnom ramenu i dijelu leđa njegova krznenog ogrtača pronađena je krv trećeg, vjerojatno ranjenika kojeg je Ötzi ponio ne bi li ga spasio od sigurne smrti. Sad jedva da je bilo sumnje u to da je Ledeni čovjek poginuo u bitki, no pregledom njegovog tijela forenzičar i dalje nije uspio otkriti nikakve tragove nasilne smrti. Ustanovljeno je tek kako je mumija u desnoj ruci i nakon smrti držala nož, a na šaci iste ruke pronađene su duboke rane što svjedoče o borbi prsa u prsa. 
Ubrzo je stvoren i novi scenarij prema kojem su Ötzija i njegovu družinu napali razbojnici ili pripadnici drugog plemena čijim su teritorijem prolazili. U okršaju je Ötzi strijelom ubio najprije jednog neprijatelja, a potom ju je izvukao, jer takvo je oružje bilo suviše vrijedno da bi ga ostavio, pa je istom strijelom pogodio i drugog neprijatelja. Nakon što je njegov suputnik ranjen, Ötzi ga je prebacio preko ramena i pomogao mu da pobjegne s poprišta bitke. Kako je onda Ötzi završio mrtav, pitanje je na koje i dalje nitko nije mogao ponuditi logičan odgovor sve dok patolog zadužen za čuvanje Ötzija, Egarter Vigl, nije 2001. odlučio napraviti još jednu rendgensku snimku mumije, no ovoga puta suvremenijom metodom računalne tomografije koja omogućava puno bolji, trodimenzionalni pogled u unutrašnjost tijela. Ispod lijeve lopatice otkrio je vršak strelice, a ubrzo potom otkrivena je i rana na Ötzijevim leđima gdje ga je strelica pogodila i zaustavila se centimetar prije pluća. Pregledom rane ustanovljeno je da je Ötzi vjerojatno pogođen iz veće udaljenosti dok je njegov ubojica stajao nešto niže od svoje žrtve, pa je tako konstruirana pretpostavka da je Ötzi bježao u planinu sa svojim ranjenim suborcem kad ga je iz doline u kojoj je vođena bitka stigla smrtonosna strijela.

## Vanjske poveznice

### Sestrinski projekti
|  | Zajednički poslužitelj ima još gradiva o temi Ötzi |

### Mrežna sjedišta
- South Tyrol Museum of Archaeology: Ötzi – the Iceman (engl.) (njem.) (tal.)
- National Geographic Hrvatska.com – Stephen S. Hall: »Alpski ledeni čovjek«  Arhivirana inačica izvorne stranice od 26. kolovoza 2014. (Wayback Machine)
- Znanstvena panorama: U Austriji pronađeni živući rođaci Ötzi-ja – ledenog čovjeka
- Index.hr – Znanstvenici odredili odakle potječe Oetzi, Ledeni čovjek
- Jutarnji.hr – Tanja Rudež: »Ledeni čovjek Oetzi: Analiza DNK otkrila tajne 5300 godina stare mumije!«  Arhivirana inačica izvorne stranice od 7. ožujka 2016. (Wayback Machine)